# Oracle Application Development Framework
In informatica, Oracle Application Development Framework, comunemente chiamato Oracle ADF, è un 
framework Java commerciale per sviluppare applicazioni web. Fornisce un approccio sia visuale che dichiarativo per sviluppare con Java EE ed è un Rapid Application Development basato sui design pattern ready-to-use, attraverso metadati e tool visuali.

## Tecnologie supportate
Basato sull'architettura Model-View-Controller. Oracle ADF può supportare una combinazione delle seguenti tecnologie:

### Model
- Enterprise JavaBeans
- Web service
- TopLink
- JavaBean
- POJO - (Plain Old Java Objects)
- ADF Business components
- Portlet
- File CSV e XML
- Java Server Faces (JSF)
- ADF Task Flows
- Struts

### View
- Swing
- JavaServer Pages (JSP)
- Java Server Faces (JSF)
- ADF Faces

JDeveloper, Integrated Development Environment di Oracle, fornisce una soluzione grafica per creare applicazioni usando ADF.
Gli sviluppatori possono effettuare il deploy delle applicazioni ADF su un container Java EE-compliant.

## Storia
La Oracle ha commercializzato parti di ADF sin dal 1999, in particolare gli ADF Business Components - poi noti come "JBO" e più tardi come "BC4J" ("componenti di business per Java").
Nel giugno 2006 Oracle ha donato le ADF Faces component library alla Apache Trinidad.

## Licenza
I clienti assistiti possono accedere al codice sorgente di ADF, attraverso una richiesta di supporto ad Oracle.